# Districte de Hinwil
El Districte de Hinwil és un dels 11 districtes del cantó de Zúric (Suïssa). Té una població de 83.117 (cens de 2007) i una superfície de 179.35 km². Està compost per 11 municipis i el cap del districte és Hinwil.

## Municipis
Administrativament es divideix en 11 municipis:
| Escut       | Codi postal i Municipi | Habitants (Dez. 2007) | Superfície en km² | Número SFOS |
| ----------- | ---------------------- | --------------------- | ----------------- | ----------- |
| Bäretswil   | 8344 Bäretswil         | 4439                  | 22.23             | 0111        |
| Bubikon     | 8608 Bubikon           | 6087                  | 11.58             | 0112        |
| Dürnten     | 8635 Dürnten           | 6402                  | 10.19             | 0113        |
| Fischenthal | 8497 Fischenthal       | 2154                  | 30.25             | 0114        |
| Gossau ZH   | 8625 Gossau            | 9178                  | 18.28             | 0115        |
| Grüningen   | 8627 Grüningen         | 2861                  | 8.77              | 0116        |
| Hinwil      | 8340 Hinwil            | 9774                  | 22.31             | 0117        |
| Rüti ZH     | 8630 Rüti              | 11596                 | 10.19             | 0118        |
| Seegräben   | 8607 Seegräben         | 1222                  | 3.75              | 0119        |
| Wald ZH     | 8636 Wald              | 8862                  | 25.25             | 0120        |
| Wetzikon    | 8620 Wetzikon          | 20542                 | 16.73             | 0121        |
|             | Total (11)             | 83'117                | 179.53            | 0105        |